# Maurice Flayelle
Maurice Flayelle , né le 25 avril 1857 à Saint-Nabord (Vosges) et mort le 7 décembre 1938 à Paris (Seine), est un homme politique nationaliste et conservateur de la IIIe République française.

## Biographie

### Un riche notable vosgien
Maurice Émile Marie Flayelle est issu d'une des familles les plus fortunées des Vosges, originaire du Nord. Il est le fils d'Auguste François Joseph Flayelle (1819-1862), avocat, et de Louise Zoé Pauline Chavanne (1832-1898). Il suit des études de droit à Paris, à la Faculté libre de l'Institut catholique de Paris, et obtient un doctorat. Il est avocat à la Cour de cassation puis auditeur au Conseil d'État. Il revient ensuite dans les Vosges pour s'occuper des affaires familiales.
Il est actionnaire de plusieurs affaires industrielles et thermales et siège à leur conseil d'administration: la Société générale des Eaux minérales de Vittel (SGEMV) à partir de 1893, qu'il préside de 1929 à sa mort, la verrerie de Gironcourt-sur-Vraine, liée à la SGEMV, à partir de 1911, qu'il préside de 1931 à son décès, la Compagnie des mines de Bruay-en-Artois, dans le Pas-de-Calais.
Il est également actionnaire de plusieurs affaires de presse, qui sont proches de ses convictions et qui servent sa carrière politique. Il commandite et inspire le périodique vosgien La Volonté nationale (1899-1920), qui a pour devise : « Dieu et Patrie. La France aux Français. Pour les droits du peuple ». Il est actionnaire de la société La Presse de l'Est depuis sa fondation en 1905 – elle publie le quotidien catholique et conservateur L'Éclair de l'Est à Nancy. Il est l'organe de l'Action libérale populaire. Après la guerre, il reste proche de L'Éclair de l'Est et devient actionnaire du quotidien spinalien Le Télégramme des Vosges à sa fondation en octobre 1918.

### Député puis sénateur des Vosges
Maurice Flayelle est nationaliste – épithète qu'il revendique – , catholique et bonapartiste. Il entre en 1904 au Comité central de l'Appel au peuple, structure bonapartiste. En 1911, il siège au Comité politique plébiscitaire.
Il est candidat aux législatives en 1889 à Remiremont, à 32 ans, face à Jules Méline, alors président de la Chambre des députés. Soutenu par les boulangistes et les bonapartistes, « conservateur révisionniste », il ne recueille que 33,6 % des suffrages exprimés. Il fonde en 1902 un Comité républicain nationaliste dans l'arrondissement de Remiremont, qui fusionne en 1904 avec le Comité Républicain libéral local. Naît alors l'Association républicaine libérale de Remiremont.
Il se présente à nouveau aux législatives en 1902 contre Jules Méline avec le soutien de la Ligue de la patrie française, obtenant 43,34 % des suffrages exprimés. Sa profession de foi se termine ainsi : « Je vous invite à crier avec moi : À bas la République parlementaire, juive et franc-maçonne ! Vive la république nationale ! Vive la république du peuple ! ».
Il est finalement élu député de Remiremont en janvier 1904 lors d'une législative partielle, Jules Méline ayant été élu au Sénat. Il est élu sous l'étiquette « national antisémite », dans le contexte de la poussée nationaliste en Lorraine. Il se proclame « nettement antisémite ». Il s'opposait alors à un candidat républicain de gauche. À la Chambre, il s'inscrit au groupe de l'Union républicaine démocratique. Il a été membre du comité directeur de la Ligue des patriotes puis a fait partie de son comité d'honneur. Il s'oppose à la loi de séparation de 1905. Il est proche de l'Action libérale populaire (ALP) mais reste indépendant. 
Il est réélu député en 1906 contre le « républicain de gauche » et conseiller municipal Pierre Vénard et contre Louis Lapicque, socialiste unifié, maître de conférence à la Sorbonne. Il est réélu au premier tour en 1910 face à un candidat républicain de gauche, un radical et enfin un socialiste. En 1914, il est réélu avec 56 % des voix face à un radical et un socialiste. Il est alors opposé au gouvernement radical, propose la décentralisation, la diminution des dépenses, notamment par la baisse du nombre de fonctionnaires, pour la proportionnelle, pour l'impôt sur le revenu mais sans déclaration obligatoire, pour la réduction des impôts sur les bas salaires et sur les petites exploitations agricoles, pour une réduction des impôts indirects qui touchent en premier les plus pauvres, pour la loi des Trois ans, pour la neutralité scolaire, pour la direction du père de famille dans l'éducation des enfants. Il soutient aussi les aides pour les familles nombreuses et la subvention par l'État de l'assurance maladie.
Au lendemain de la Première Guerre mondiale, pour les élections législatives de 1919 qui se font au scrutin de liste, il prend la tête de la liste d'Union nationale républicaine, composante du Bloc national. Il est réélu député, aux côtés de trois colistiers. Sa liste affrontait une liste de républicains de gauche refusant toute alliance avec les socialistes, menée par le député Constant Verlot et Camille Picard (élus), et une liste socialiste. La liste de Flayelle regroupe des représentants de l'opposition de droite d'avant-guerre provenant essentiellement des milieux catholiques, dont il est le chef de file, et des anciens combattants de la « Grande Guerre ». Lors des élections législatives de 1924, il mène la liste « d'Union républicaine et nationale » (droites) qui est presque entièrement réélue (5 élus pour 7 candidats), devant la liste de l'« Union républicaine » (centriste), de Constant Verlot (soutenue par L'Express de l'Est), celle du Cartel des gauches, menée notamment par Camille Picard (union des gauches), une liste socialiste, la liste du « Bloc ouvrier et paysan » (communistes) et une liste « républicaine ». Des sept députés vosgiens élus, il est celui qui a obtenu le plus de voix. Parmi ses colistiers élus figure Camille Amet, neveu par alliance de Méline. Flayelle s'inscrit dans le groupe d'Union républicaine démocratique, nationaliste et révisionniste, dont il est, pour ce dernier, le vice-président le 26 février 1924. Il fait alors partie du Parti de l'Appel au peuple refondé en 1923 avec Albert de Benoist, Henry Ferrette et Léonce Rousset.
C'est aussi un élu local. Il est conseiller général du canton de Plombières-les-Bains depuis 1907, fonction qu'il occupe jusqu'à son décès. Il est élu président du conseil général en 1934. Âgé, il ne se représente pas en 1937.
Il est élu au Sénat le 14 mars 1926 au second tour, à la mort de Méline, à 70 ans. Il est réélu en 1927 et en 1935 avec l'étiquette de l'URD. Il siège au groupe de l'Union républicaine. Il se tient éloigné du Sénat en 1938 en raison de son âge.

## Vie privée
Le 6 janvier 1914 à Paris 17e, il épouse Marthe Muel.